# Красный Луч (Амвросиевский район)
Красный Луч (укр. Красний Луч) — село на Украине, находится в Амвросиевском районе Донецкой области. Находится под контролем самопровозглашенной Донецкой Народной Республики.

## География
В Донецкой области имеется одноимённый населённый пункт — село Красный Луч в Шахтёрском районе.
Село расположено на левом берегу реки под названием Крынка, чуть выше места впадения её левого притока под названием Севастьянка.

#### Соседние населённые пункты по странам света
С: —
СЗ: Свистуны
ССВ: Петровское (выше по течению Севастьянки)
З: Великое Мешково
В: Артёмовка (на противоположном берегу Севастьянки), Кринички
ЮЗ: Овощное (выше по течению Крынки), Карпово-Надеждинка (ниже по течению Крынки), город Амвросиевка
ЮВ: —
Ю: Рубашкино (ниже по течению Крынки)

## Население
Население по переписи 2001 года составляло 46 человек.

## Адрес местного совета
87340, Донецкая область, Амвросиевский район, с. Артемовка, ул.Шевченко, 45, 39-4-18